# Різжак дроздовий
Різжа́к дроздовий (Campylorhynchus turdinus) — вид горобцеподібних птахів родини воловоочкових (Troglodytidae). Мешкає в Південній Америці.

## Опис

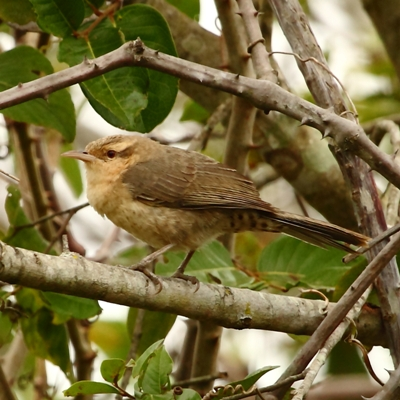
Дроздовий різжак (північний Пантанал, Поконе, штат Мату-Гросу, Бразилія)

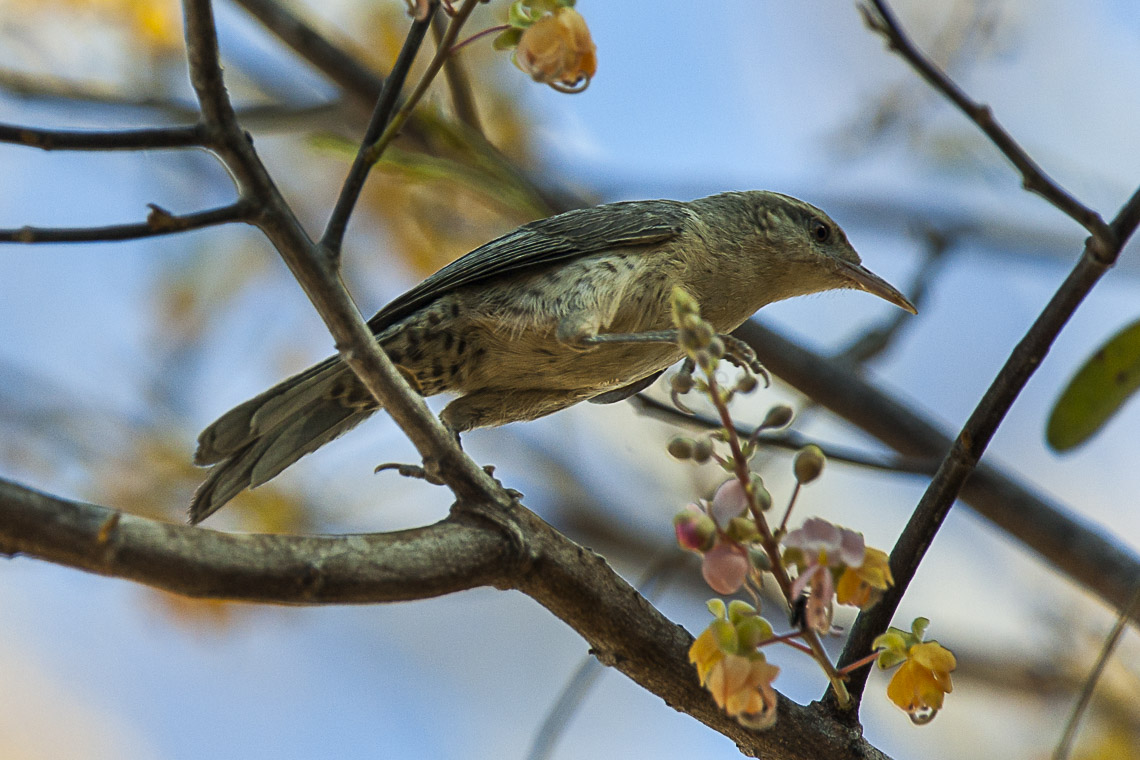
Дроздовий різжак

Довжина птаха становить 20,5 см, вага 39 г. Верхня частина голови тьмяно-чорнувато-сіра, поцяткована світлим лускоподібним візерунком. Над очима білуваті або блідо-сіруваті "брови", за очима темні смуги, скроні сірувато-коричневі, пістряві. Плечі і спина бурувато-сірі, поцятковані світлим лускоподібним візерунком. Нижня частина спини і надхвістя чорнувато-сірі, поцятковані нечіткими рудувато-сірими смугами. Махові пера тьмяно-чорнуваті, поцятковані коричневими смугами, хвіст тьмяно-чорнувато-коричневий. Підборіддя горло і груди тьмяно-білі, груди поцятковані помітними чорнуватими смугами. Боки рудувато-сірі, поцяткуовані нечіткими темними смугами. Очі блідо-оранжево-карі, дзьоб зверху чорнуватий, знизу роговий, лапи темно-сірі. Виду не притаманний статевий диморфізм. Молоді птахи мають більш тьмяне забарвлення, груди у них менш плямисті, загалом оперення менш пістряве.
Представники підвиду C. t. hypostictus є схожими на представників типового підвиду, однак нижня частина тіла у них більш плямиста. Натомість у представників підвиду C. f. unicolor плями на нижній частині тіола майже відсутні, верхня частина тіла сіра з легким коричнюватим відтінком, "брови" більш чіткі.

## Підвиди
Виділяють три підвиди:
- C. t. hypostictus Gould, 1855 — південний схід колумбії, схід Еквадору і Перу, північ і центр Болівії, Бразильська Амазонія на південь від Амазонки);
- C. t. turdinus (Wied-Neuwied, M, 1821) — схід центральної Бразилії (від Мараньяна до Гоясу, Баїї і Еспіріту-Санту);
- C. f. unicolor Lafresnaye, 1846 — від східної Болівії до південно-західної Бразилії (Мату-Гросу), східного Парагваю і крайньої півночі Аргентини.

## Поширення і екологія
Дроздові різжаки мешкають в Колумбії, Еквадорі, Перу, Болівії, Бразилії, Парагваї і Аргентині. Вони живуть у вологих і заболочених тропічних лісах, на узліссях і в садах. Зустрічаються невеликими сімейними зграйками, на висоті до 1300 м над рівнем моря. Живляться переважно комахами, а також плодами. Шукають їжу в середньому і верхньому ярусах лісу, переважно в кронах дерев.
Гніздування у дроздових різжаків на сході Бразилії триває з червня по жовтень. Гніздо кулеподібне з бічним входом, робиться переважно з трави, розміщуєть в кроні дерева, часто на пальмі Acrocomia aculeata. Іноді птахи використовують покинуті гнізда рудолобих м'якохвостів, які встелюють пір'ям. В кладці 3-4 білуватих яйця, поцяткованих темними плямками.